# Femme en vert
Femme en vert (ovvero Donna in verde) è un dipinto a olio su tela (130x97 cm) realizzato nel 1909 dal pittore spagnolo Pablo Picasso. Si trova presso il Van Abbemuseum di Eindhoven, nei Paesi Bassi.
Il dipinto da parte del periodo cubista: l'artista scompone l'immagine in numerose sfaccettature, che fondono il soggetto con l'ambiente che lo circonda.